# Animpokóimo
Animpokóimo, jezično neklasificirano indijansko pleme na gornjem toku rijeke Nhamundá, Jatapu i Uatumã u brazilskoj državi Pará. Jedine informacije o njima potječu od plemena Hichkaruyána, Chawiyána.